# Phosphatherium
Phosphatherium ist eine Gattung der Rüsseltiere und lebte im Übergang vom Paläozän zum Eozän vor 59 bis 53 Millionen Jahren im nördlichen Afrika. Es ist ein kleiner Vertreter der frühesten Rüsseltiere und wog maximal 15 kg. Überwiegend ernährten sich die Tiere von Früchten. Die Gestaltung des Schädels lässt annehmen, dass kein Rüssel ausgebildet war.

## Merkmale

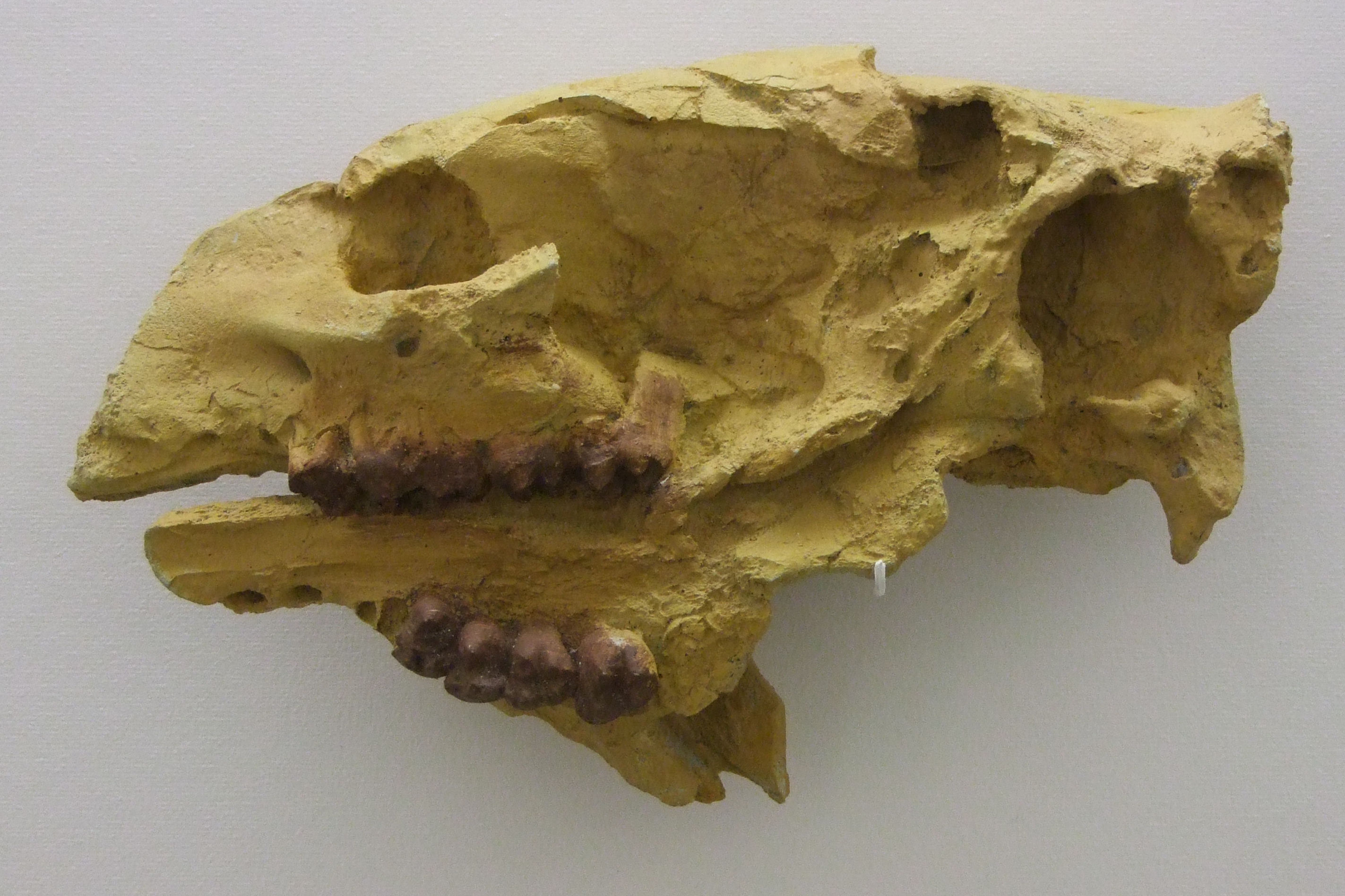
Schädel von Phosphatherium, gefunden 1996

Phosphatherium war ein kleines Rüsseltier, das möglicherweise zwischen 10 und 15 kg gewogen hat. Am besten ist der Schädel bekannt, der von zahlreichen Funden überliefert ist. Dieser war 17 cm lang mit weit ausladenden Jochbeinen. Vor allem der Gesichtsbereich war sehr ausgedehnt, was durch das langgestreckte Nasenbein verursacht wurde. Dabei zeigten die äußeren Ränder der Nasenlöcher keine Erweiterung, wie es bei den späteren Rüsseltieren der Fall ist und die Ansatzstelle des Rüssels angeben. Auch hatte das Nasenbein keine Verbindung mit dem Zwischenkieferknochen. Insgesamt wirkte das Rostrum sehr schmal. Oberhalb des zweiten Prämolaren öffnete sich ein großes Foramen infraorbitale. Hier setzte auch der Processus infraorbitalis an, der damit angab, dass die Orbita relativ weit vorn im Schädel saß. Dieses ist als eher ursprüngliches Merkmal der Tethytheria anzusehen. Das Hinterhauptsbein besaß eine eher rechtwinklige Form und war sehr flach ausgebildet, die Gehirnhöhle zeigte seitliche Verschmälerungen.
Der Unterkiefer erreichte eine Länge von 10 cm und besaß einen recht niedrigen Körper. Die Zahnanzahl war gegenüber älteren Rüsseltieren etwas reduziert. Erwachsene Tiere besaßen folgende Zahnformel: {\displaystyle {\frac {3.1.4.3}{2.1.3.3}}} Dabei erstreckte sich die Zahnreihe über eine Länge von 8 cm und nahm dabei nicht einmal die Hälfte der Schädellänge ein. Im Oberkiefer war der zweite Schneidezahn (I2) vergrößert und konisch geformt, stand aber senkrecht im Knochen. Im Unterkiefer dagegen zeigte der erste Schneidezahn (I1) deutliche Vergrößerungen. Beide Zähne bildeten aber noch keine echten Stoßzähne aus. Die vordere Bezahnung wies keine geschlossene Zahnreihe auf, im Oberkiefer befand sich ein zusätzliches kleines Diastema hinter dem ersten Prämolaren. Die Prämolaren insgesamt waren recht einfach gebaut und wenig molarisiert, das heißt, sie ähnelten kaum den Molaren. Diese hatten einen bilophodonten Aufbau mit zwei deutlich ausgebildeten querstehenden Schmelzleisten. Der hinterste Molar des Unterkiefers allerdings besaß eine dritte Schmelzleiste. Allgemein waren die Zähne niederkronig (brachyodont).
Zu den wenigen bisher gefundenen postcranialen Skelettelementen zählen einige mittlere Finger- oder Zehenknochen mit einer Länge von 1,5 cm, die aber nur wenige Aussagen über den Bau der Füße oder Hände zulassen.

## Paläobiologie

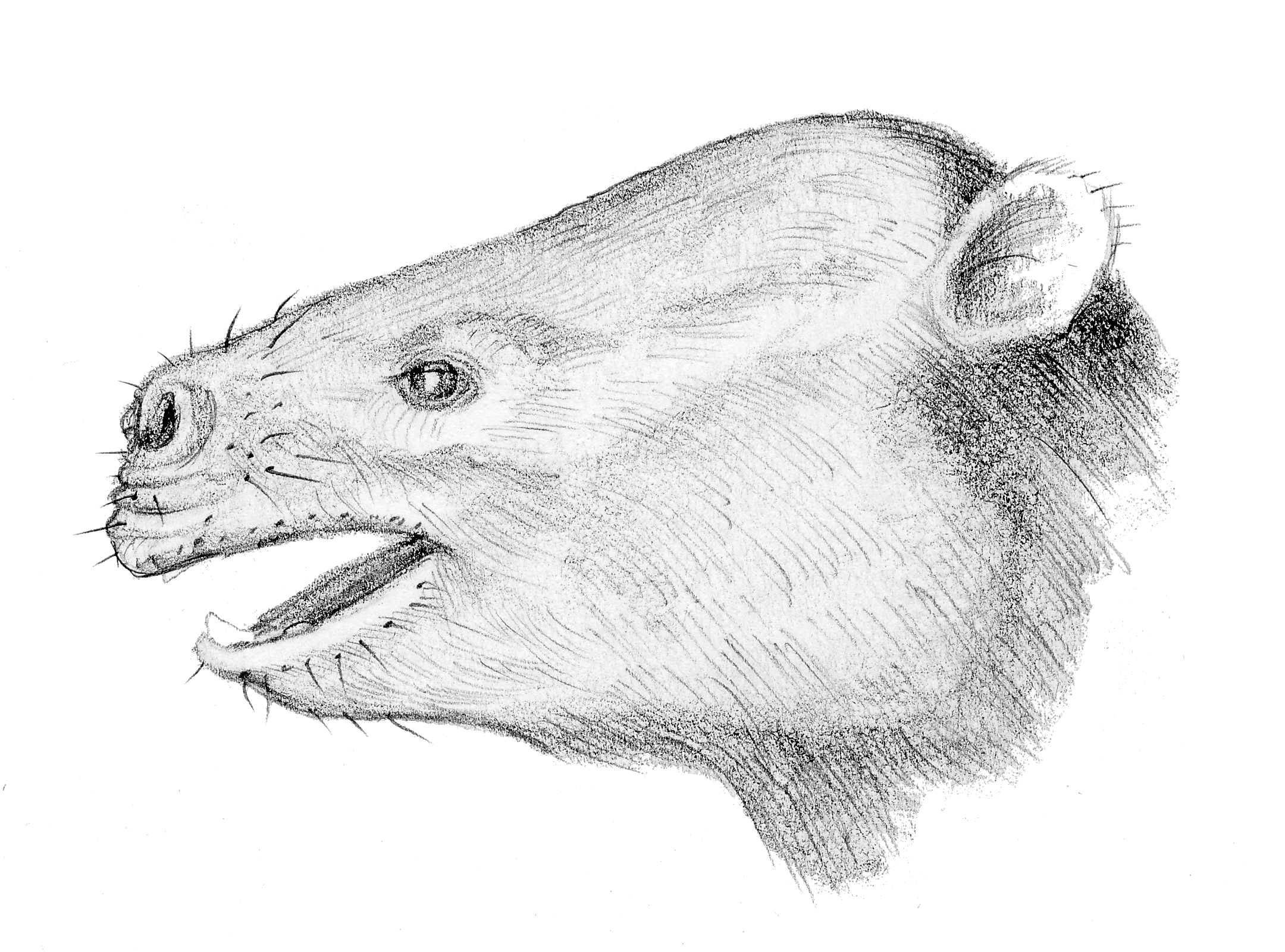
Lebendrekonstruktion des Kopfes von Phosphatherium

Dem Bau der Nase betreffend mit den kaum verlängerten Nasenlöchern ist anzunehmen, dass Phosphatherium keinen Rüssel ausgebildet hatte. Die niederkronigen Backenzähne mit den deutlichen Schmelzleisten sprechen weiterhin für eine Bevorzugung von fruchthaltiger Nahrung. Aufgrund des weitgehend nicht überlieferten Bewegungsapparat kann kaum etwas über die Fortbewegungsweise des Rüsseltieres gesagt werden. Fraglich ist daher, ob Phosphatherium ähnlich wie andere frühe Vertreter der Proboscidea einer semi-aquatischen Lebensweise nachging. Aufgrund der zahlreichen Schädelreste konnte anhand unterschiedlich stark ausgebildeter Muskelansatzstellen am Oberkiefer eine intraspezifische Variation ausgemacht werden, die als Sexualdimorphismus gedeutet wird.

## Fossilfunde
Die ersten Fossilfunde wurden im nordöstlichen Teil des Ouled-Abdoun-Beckens in einer phosphathaltigen Schicht entdeckt. Sie umfassten jedoch lediglich zwei fragmentierte Oberkiefer. Allerdings war bei diesem der genaue Fundort nicht bekannt. Weiteres und wesentlich umfangreicheres Fundmaterial wurde Anfang der 2000er Jahre im gleichen Becken im Bereich Grand Daoui entdeckt. Dieses setzt sich aus zahlreichen Schädelfragmenten, Unterkiefer und einigen Skelettelementen des Bewegungsapparates zusammen. Aus dem gleichen Gebiet sind mit Eritherium oder Daouitherium auch andere, sehr frühe Rüsseltiere bekannt.

## Systematik
Phosphatherium ist eine Gattung aus der Ordnung der Rüsseltiere (Proboscidea). Die bilophodonten vorderen Molaren und der vertikale Zahnwechsel, bei dem alle Zähne gleichzeitig in Funktion sind, verweisen sie zu den Plesielephantiformes, den ursprünglichsten Rüsseltieren. Allerdings zeigt die starke Lophodontie deutliche Unterschiede zu den ältesten Proboscidea wie Eritherium, dessen Zähne deutlich bunodont sind. Aber auch abgeleitete Formen wie Arcanotherium und Moeritherium weisen deutlich bunodontere Backenzähne auf. Als nächster Verwandter kommt derzeit Daouitherium in Frage, welches zur selben Zeit ebenfalls in Nordafrika lebte. Ursprünglich wurde Phosphatherium der Familie der Numidotheriidae zugeschrieben, das umfangreiche Neufundmaterial aus dem Ouled-Abdoun-Becken führte zur Benennung der Familie der Phosphatheriidae.
Die ersten Funde wurden wohl schon Anfang der 1990er mit unbekannter Fundstelle von einem Fossilhändler erstanden. Die beiden Oberkieferfragmente waren mit Phosphat überzogen, bei der Präparation der Funde kam der Zahn eines fossilen Haies zu Vorschein, der in das späte Paläozän (Thanetium) datiert und so das hohe Alter der Funde bestätigte. Der Holotyp (Exemplarnummer MNHN PM2) besteht aus einem rechten Oberkieferteil mit den erhaltenen letzten beiden Prämolaren und den ersten beiden Molaren (P3 bis M2). Er befindet sich heute im Muséum national d’histoire naturelle in Paris. Die wissenschaftliche Erstbeschreibung erfolgte 1996 durch Emmanuel Gheerbrant und Forscherkollegen. Der Name Phosphatherium setzt sich aus den griechischen Wörtern φωςφορος (phosphoros „lichttragend“) und θηρίον (thērion „Tier“) zusammen und bezieht sich auf den Umstand der Lagerung in phosphathaltigen Sedimenten. Einzige bekannte Art ist Phosphatherium escuilliei. Der Artname escuilliei ehrt dabei den Finder der ersten Fossilien F. Escuillié. Die Erstbeschreibung beschränkte sich weitgehend auf die Zahnmerkmale, eine umfangreichere Vorlage des damals bekannten Fundmaterials wurde erst zwei Jahre später publiziert.